# 昆明实心竹
昆明实心竹（学名：Fargesia yunnanensis）为禾本科箭竹属下的一个种。其种加词 yunnanensis 意为“云南的”。本种为箭竹属中分布海拔较低的竹种，鲜笋脆嫩味美，产区称为“香笋竹”或“南嫩竹”，秋季产笋。秆近于实心，常用作蔬菜大棚支架。主要分布于滇中、滇西至滇西北。